# رگ دایر
رگ دایر (انگلیسی: Reg Dyer؛ زادهٔ) بازیکن فوتبال است.
از باشگاه‌هایی که در آن بازی کرده‌است می‌توان به باشگاه فوتبال فولام اشاره کرد.